# カルニチンデカルボキシラーゼ
カルニチンデカルボキシラーゼ(Carnitine decarboxylase、EC 4.1.1.42)は、以下の化学反応を触媒する酵素である。
カルニチン{\displaystyle \rightleftharpoons }2-メチルコリン + 二酸化炭素
従って、この酵素の1つの基質はカルニチン、2つの生成物は2-メチルコリンと二酸化炭素である。
この酵素は、リアーゼ、特にカルボキシリアーゼに分類される。系統名は、カルニチン カルボキシリアーゼ(2-メチルコリン生成)である。その他よく用いられる名前に、carnitine carboxy-lyase等がある。
補因子としてATPを必要とする。